# Platero y Tú
Platero y Tú was een Spaanse rockband uit de jaren 80 van de vorige eeuw. De band uit Bilbao werd in 2001 weer opgeheven. Hun teksten gaan voornamelijk over drugs, het barleven en de liefde. Hun stijl, die hoofdzakelijk werd beïnvloed door bands als Status Quo of Leño en door gitaristen als John Fogerty van Creedence Clearwater Revival, brak met de heersende Baskische rocktrend van het moment.

## Bandleden
- Adolfo Cabrales, Fito: zanger en gitarist.
- Iñaki Antón, Uoho: gitarist.
- Juantxu Olano, Mongol: basgitaar.
- Jesús García, Maguila: drummer.

## Geschiedenis
Platero y Tú werd eind jaren 80 opgericht in Bilbao. Juantxu en Uoho waren de eersten die samen begonnen te repeteren, nadat hun vorige band, Ke, uiteen was gevallen. Later voegde Maguila zich aan de groep toe als drummer. Op een dag nodigde Juantxu zijn buurman Fito uit om een keer mee te repeteren. Uiteindelijk werd Fito zanger en gitarist van de band.
De band nam hun eerste demo op in de Arion studio's in Pamplona, met behulp van de opbrengsten van hun eerste optredens. Op dat moment werd definitief voor de naam "Platero y Tú" gekozen. Van de demo, die ze Burrok'n'Roll noemden, zijn slechts enkele kopieën gemaakt, die nu als collector's item worden beschouwd.
In 1991 werd de band benaderd door het label Welcome Records uit Barcelona voor het opnemen van hun eerste cd, Voy a acabar borracho in the Lin studio's. De cd zou niet hoog in de ranglijsten eindigen, maar trok deslaniettemin de aandacht van het internationale label DRO, met wie ze in 1992 hun tweede album Burrock'n'Roll produceerden.
Datzelfde jaar namen ze tussen februari en maart hun derde album op, Muy deficiente, met een aantal nummers die tijdens hun concerten tot klassiekers werden, bijvoorbeeld El roce de tu cuerpo. Het album bevat ook een samenwerking met Rosendo Mercado in het lied Sin solución.
Met hun vierde album, Vamos tirando, dat in 1993 uitkwam, kwam de groep nationaal in de schijnwerpers te staan. Dit album bevat onder andere een cover van het lied R&R Batzokian van Hertzainak en een live-opname, Mírame. Datzelfde jaar brachten ze een live-cd uit, En directo a todo gas, samen met twee andere bands, Zer Bizio? and Sedientos.
Het idee van een jaarlijkse nieuwe cd werd voortgezet toen de band in 1994 hun vijfde album uitbracht, met als titel Hay poco Rock & Roll, wederom bij het label DRO. Het album bevat samenwerkingen met Roberto Iniesta en Evaristo Páramos in het lied Juliette. Het album Hay poco Rock & Roll leverde hen een eerste gouden plaat op, met meer dan 50.000 verkochte exemplaren.
De jaren 1995 en 1996 werden besteed aan tournees. Hun zesde album, een live-album met als titel A pelo, kwam in 1996 uit en leverde hen opnieuw een gouden plaat op. Ook werd er een video opgenomen met beelden van hun concerten. Na de zomer van 1996 begonnen ze aan een succesvolle tournee met de band Extremoduro, waarbij ze elkaar op het podium afwisselden en samen speelden. Ze speelden zelfs covers van elkaars nummers. Onder andere speelden op de eerste editie van Viñarock, in Villarrobledo (Albacete). De tournee eindigde in het Palacio de los Deportes in Madrid, met twee optredens.
Hun zevende album, 7, bracht een sterke verandering van stijl met zich mee, nu volwassener zowel qua muziek als qua tekst. Dit werd echter niet door alle fans in dank afgenomen. Het album bevat wederom een samenwerking met Roberto Iniesta, in het lied Si miro a las nubes, en ze ontvingen opnieuw een gouden plaat. 7 markeert een keerpunt in de geschiedenis van de groep, waarna de leden andere projecten aangingen: Fito nam zijn eerste album op met Fito & Fitipaldis en Uoho verstevigde zijn samenwerking met Extremoduro.
In het jaar 2000 namen ze hun achtste en laatste album getiteld Correos op in La Casa de Iñaki, met medewerking van Roberto Iniesta in Humo de mis pies. Opnieuw ontving de band een gouden plaat en deze keer werd het album ook op tv gepromoot. De tournee eindigde in oktober 2001 met wat hun laatste concert zou zijn. Na de tournee omarmden Fito en Uoho het project Extrechinato y Tú, maar enkele maanden later gingen ze weer uit elkaar. Daarna ging Fito verder met Fito & Fitipaldis, sloot Uoho zich definitief aan bij Extremoduro terwijl hij teven albums voor andere groepen produceerde en richtten Mongol en Maguila de groep La Gripe op.
In 2002 werd het eerste deel van hun 'greatest hits'-album Hay mucho Rock'n'Roll uitgebracht en in 2005 kwam het tweede deel uit.

### Albums
- Voy a acabar borracho, (1991), Welcome Records. Opnieuw bewerkt door DRO in 1996.
- Burrock'n'roll, (1992), DRO.
- Muy deficiente, (1992), DRO.
- Vamos tirando, (1993), DRO.
- Hay poco Rock & Roll, (1994), DRO
- A pelo, (1996), DRO
- 7, (1997), DRO
- Correos, (2000), DRO
- Hay mucho Rock'n'Roll, Volumen I (2002) en Volumen II (2005), DRO

### Singles
- Un ABC sin letras, DRO, 1992
- Rompe los cristales, DRO, 1992
- El roce de tu cuerpo, DRO, 1992
- Esa chica tan cara, DRO, 1992
- Mari Madalenas, DRO, 1993
- Esta noche yo haría, DRO, 1993
- Tras la barra, DRO, 1993
- No me hagas soplar, DRO, 1993
- Hay poco rock&roll, DRO, 1994
- Si la tocas otra vez, DRO, 1994
- Juliette, DRO, 1995
- Voy a acabar borracho, DRO, 1996
- El roce de tu cuerpo, DRO, 1996
- Cantalojas, DRO, 1996
- Alucinante, DRO, 1997
- Por mí, DRO, 1997
- Rock & roll, DRO 1997
- Al cantar, DRO, 1997
- Naufragio, DRO, 2000
- Entre dos mares, DRO, 2000
- Un ticket para cualquier lugar, DRO, 2000